# Olivier Strebelle
Olivier Strebelle (Uccle, 20 gennaio 1927 – Bruxelles, 29 luglio 2017) è stato uno scultore e ceramista belga.
Noto per le sue opere monumentali, solitamente in bronzo, presenti in Belgio quanto in Germania, Italia, Israele, Svizzera, Russia, Singapore e Stati Uniti d'America.

## Primi anni e la ceramica
Nato a Uccle e figlio del pittore Rodolphe Strebelle, studia e lavora inizialmente come ceramista presso l'École nationale supérieure d'architecture et des arts décoratifs de La Cambre a Bruxelles.
Fonda nel 1949, insieme a Pierre Alechinsky, Reinhoud d'Haese, Christian Dotremont e Michel Olyff, Les Ateliers du Marais che divenne il centro operativo della movimento artistico CoBrA. Nel 1953 diventa professore dell'Accademia reale di belle arti di Anversa, tuttavia la vittoria del prestigioso Prix de Rome belga nel 1956 lo spinge ad abbandonare la ceramica in favore della scultura. 
Qualche anno più tardi, nel 1961, lascia il Belgio per accettare l'incarico di professore all'Università della Columbia Britannica in Vancouver; rimarrà nel nuovo continente fino agli anni ottanta, a partire dal 1968, infatti, insegnerà in alcuni istituti degli Stati Uniti come l'Università dell'Iowa, l'Università del Colorado a Boulder, l'università di Atlanta e quella di Filadelfia.

## Ritorno in Belgio e l'ultimo periodo
Nel 1987 torna a Bruxelles e diventa membro dell'Accademia reale di scienze, lettere e belle arti del Belgio.
Artista prolifico per più di 65 anni, le sue opere fanno parte sia di collezioni private che di installazioni pubbliche, per cui è maggiormente conosciuto. Tra le grandi opere dell'ultimo periodo si possono menzionare The Abduction of Europa (in francese, L'Enlèvement d'Europe) realizzata per la Piazza Europa di Mosca del 2002 e l'Athletes Alley realizzata per l'olimpiade del 2008 e pensata come un dono del Belgio alla città di Pechino.

## Galleria d'immagini

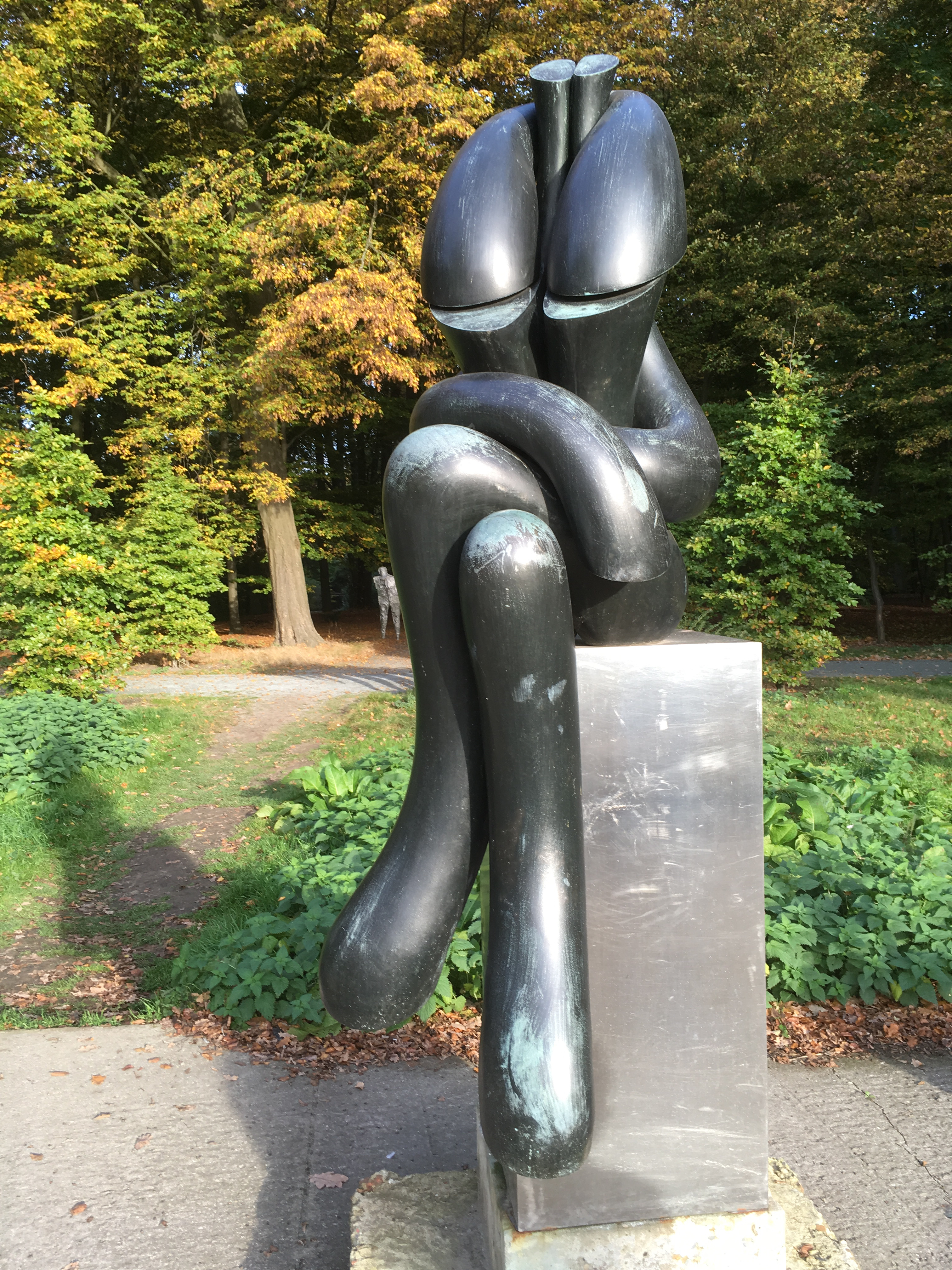
Miss Television II, 1979 - Anversa
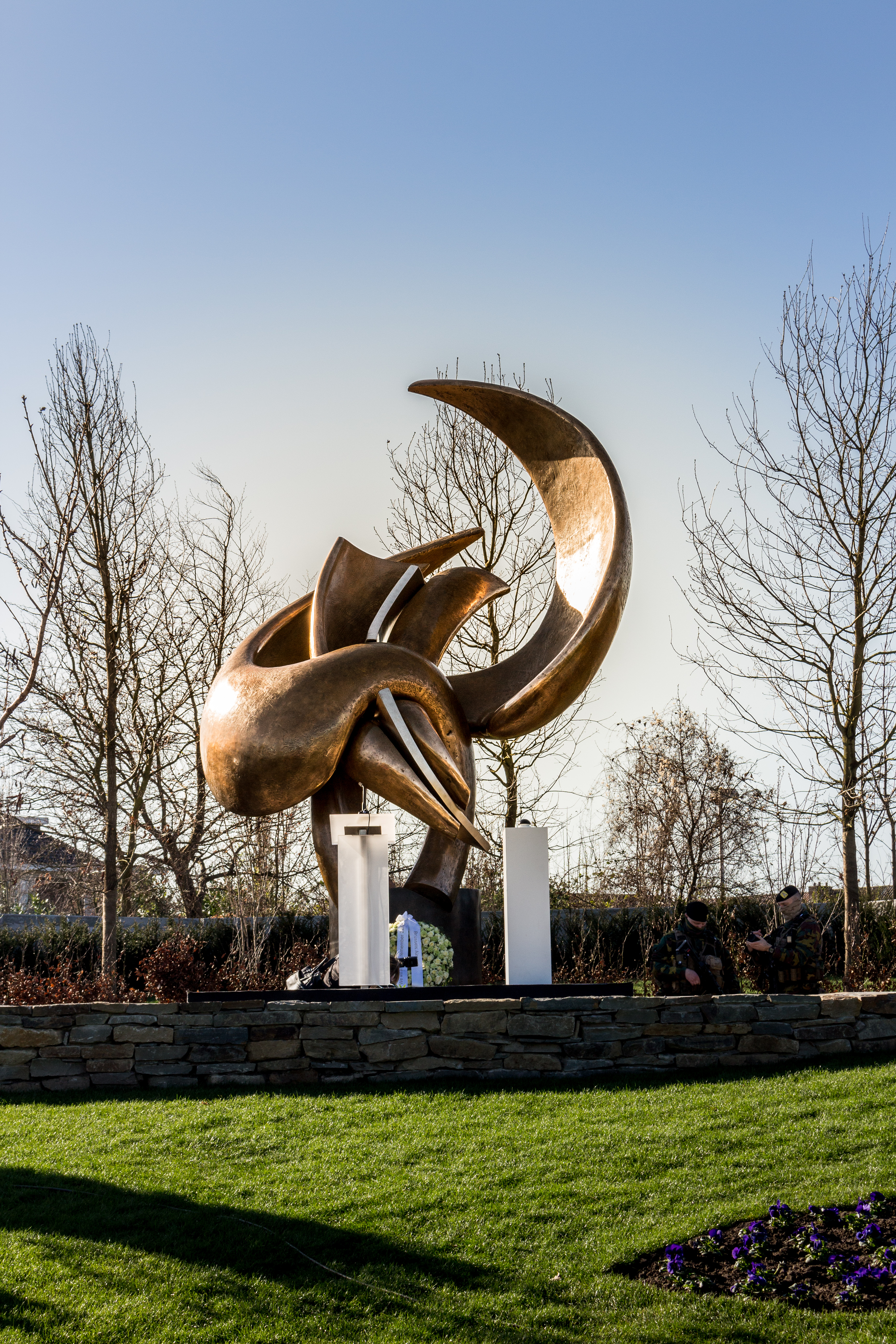
Flight in Mind, 1994 - Bruxelles